# Stanisław Handzlik
Stanisław Marian Handzlik (ur. 21 stycznia 1943 w Marcyporębie) – polski hutnik, działacz związkowy i samorządowy, opozycjonista w okresie PRL, poseł na Sejm I kadencji.

## Życiorys
Z zawodu hutnik technolog walcownictwa, uzyskał wykształcenie średnie ogólnokształcące. W 1980 wstąpił do „Solidarności”, był jednym z liderów związku w Hucie im. Lenina i w Regionie Małopolska. W stanie wojennym ukrywał się przez pół roku po pacyfikacji strajku w hucie w dniu 16 grudnia 1981. Został zatrzymany około pół roku później i skazany na karę czterech lat pozbawienia wolności. Po uzyskaniu zwolnienia w 1984 współpracował z pismami podziemnymi. W 1988 był jednym z przywódców strajku w Hucie im. Lenina, po jego pacyfikacji wzywał do kontynuowania protestu w formie strajku absencyjnego.
W latach 1990–2006 przez cztery kadencje zasiadał w Radzie Miasta Krakowa (w 2. i 3. był jej przewodniczącym). Sprawował także mandat posła na Sejm I kadencji z listy Unii Demokratycznej.
Należał do założycieli Stronnictwa Konserwatywno-Ludowego, z którego przeszedł do Platformy Obywatelskiej. Od 2006 do 2010 z ramienia PO był radnym sejmiku małopolskiego. Nie uzyskał reelekcji na kolejną kadencję, jednak ponownie objął mandat radnego w 2011, zastępując jednego z nowo wybranych parlamentarzystów. W 2014 nie startował w wyborach. W 2015 został członkiem honorowego komitetu poparcia Bronisława Komorowskiego przed wyborami prezydenckimi.
Został członkiem kapituły Medalu „Niezłomnym w słowie”.

## Odznaczenia i wyróżnienia
Odznaczony Krzyżami Kawalerskim (1990), Oficerskim (2005) i Komandorskim (2010) Orderu Odrodzenia Polski.
W 2014 został laureatem nagrody honorowej „Świadek Historii” przyznanej przez Instytut Pamięci Narodowej. W 1997 otrzymał Medal Świętego Brata Alberta.